# Бумбаччо Трофи
«Бумбаччо Трофи» (англ. Bumbacco Trophy) — приз, вручаемый победителю Западного дивизиона Хоккейной лиги Онтарио. Назван в честь бывшего генерального менеджера «Су-Сент-Мари Грейхаундз» Анжело Бумбаччо. Впервые вручён в сезоне 1994/95. Чаще всего трофей завоёвывал «Плимут Уэйлерз» — 9 раз, а также по разу когда выступал в Детройте под названиями «Детройт Уэйлерз» и «Детройт Джуниор Ред Уингз».

## Победители
- 2023-24: Сагино Спирит (4)
- 2022-23: Уинсор Спитфайрз (4)
- 2021-22: Уинсор Спитфайрз (3)
- 2020-21: Сезон был отменён из-за пандемии коронавируса
- 2019-20: Сагино Спирит (3)
- 2018-19: Сагино Спирит (2)
- 2017-18: Су-Сент-Мари Грейхаундз (7)
- 2016-17: Су-Сент-Мари Грейхаундз (6)
- 2015-16: Сарния Стинг (2)
- 2014-15: Су-Сент-Мари Грейхаундз (5)
- 2013-14: Су-Сент-Мари Грейхаундз (4)
- 2012-13: Плимут Уэйлерз (9)
- 2011-12: Плимут Уэйлерз (8)
- 2010-11: Сагино Спирит (1)
- 2009-10: Уинсор Спитфайрз (2)
- 2008-09: Уинсор Спитфайрз (1)
- 2007-08: Су-Сент-Мари Грейхаундз (3)
- 2006-07: Плимут Уэйлерз (7)
- 2005-06: Плимут Уэйлерз (6)
- 2004-05: Су-Сент-Мари Грейхаундз (2)
- 2003-04: Сарния Стинг (1)
- 2002-03: Плимут Уэйлерз (5)
- 2001-02: Плимут Уэйлерз (4)
- 2000-01: Плимут Уэйлерз (3)
- 1999-00: Плимут Уэйлерз (2)
- 1998-99: Плимут Уэйлерз (1)
- 1997-98: Лондон Найтс (1)
- 1996-97: Су-Сент-Мари Грейхаундз (1)
- 1995-96: Детройт Уэйлерз (1)
- 1994-95: Детройт Джуниор Ред Уингз (1)